# Kenneth Myers
Kenneth „Ken” Myers (ur. 26 sierpnia 1896 w Norristown, zm. 22 września 1972) – amerykański wioślarz, trzykrotny medalista olimpijski.
Wystąpił na igrzyskach olimpijskich w Antwerpii w 1920, gdzie reprezentanci USA w składzie: Kenneth Myers, Carl Klose, Franz Federschmidt, Erich Federschmidt i Sherman Clark (sternik) zdobyli srebrny medal w czwórkach ze sternikiem. W finale o 4 sekundy przegrali z osadą Szwajcarii. Na rozgrywanych osiem lat później igrzyskach w Amsterdamie sięgnął po srebro w jedynce. W wyścigu finałowym lepszy o 9,8 sekundy okazał się Australijczyk Henry Pearce. Brał także udział w igrzyskach olimpijskich w Los Angeles w 1932, gdzie triumfował w dwójce podwójnej (partnerował mu William Gilmore).